# 栄県
栄県（えい-けん）は中華人民共和国四川省自貢市に位置する県。

## 行政区画
2街道、19鎮を管轄する。
- 街道:梧桐街道、青陽街道
- 鎮:旭陽鎮、双石鎮、鼎新鎮、楽徳鎮、古文鎮、河口鎮、新橋鎮、正紫鎮、度佳鎮、東佳鎮、長山鎮、保華鎮、留佳鎮、来牟鎮、双古鎮、観山鎮、高山鎮、東興鎮、鉄廠鎮

## 経済

### 産業
鉱産物
- 岩塩、天然ガス、石灰岩、カオリナイト、石英

## 名所・旧跡・観光スポット
- 栄県大仏（中国語版）：中国第二大仏像 （全国重点文物保護単位）
- 金花桫欏谷
- 花竜溝竹海
- 呉玉章故居
- 鎮南塔（中国語版）

## 交通
航空
- 成都双流国際空港県北約260Km、重慶江北国際空港県南東約250Km

道路
高速道路
- 楽自高速道路
- 内威栄高速道路

国道
- G348国道（中国語版）

## 健康・医療・衛生
- 栄県人民医院
- 于佳郷衛生院